# Karl Schomburg
Pour les articles homonymes, voir Schomburg.
Karl (Carl) August Friedrich Wilhelm Christian Schomburg (né le 11 octobre 1791 à Grebenstein et mort le 4 juillet 1841 à Mihla près d'Eisenach ) est maire de 1821 à 1834, de 1834 à 1841 lord maire de Cassel et de 1833 à 1838, président de l'Assemblée des États de l'électorat de Hesse.

## Jeunesse
Schomburg est le fils de Johann Anton Schomburg, qui travaille d'abord comme médecin à Grebenstein et à partir de 1792 à Bad Karlshafen. Karl Schomburg y étudie à l'école des citoyens et plus tard aux lycées de Saalfeld, où son oncle est conseiller ducal, puis à partir de 1805 à Cobourg. De 1808 à 1811, il étudie le droit à la Université Georges-Auguste de Göttingen. En 1812, il devient membre du tribunal de paix de Westphalie à Höxter, mais retourne à l'Université de Göttingen.

## Activités
En 1814, Schomburg est admis comme avocat dans les bureaux de Karlshafen, Trendelburg et Sababurg, et en 1816 il devient procureur lors de la prise du pouvoir de l'électeur Guillaume II de Hesse et en 1821 assesseur au tribunal régional de Cassel.

### Maire et Lord Maire
Dans la même année, en 1821, Schomburg se présente comme maire de la capitale et de la résidence de l'électorat, Cassel, et est réélu chaque année dans les années suivantes. En 1823, il propose la création d'une caisse d'épargne municipale pour donner aux pauvres la possibilité de constituer des réserves. Le 1er août 1832, il ouvre la caisse d'épargne municipale à la mairie d'Oberneustädter à Cassel. Suivant leur exemple, d'autres ont suivi à Wolfhagen, Karlshafen et Hofgeismar. En 1830, Schomburg est nommé maire à vie.
Avec le nouveau code de la ville et de la commune de Hesse, Schomburg devient maire en 1834. Il s'occupe des finances, de l'approvisionnement en eau potable, du système d'égouts, du bien-être des pauvres et des transports, promu le système scolaire et la création d'un institut de sages-femmes .

### Politique
De 1830 jusqu'à sa mort, Schomburg, modérément libéral, en vertu de sa fonction de maire et lord maire de Cassel, est membre de l'Assemblée des États de l'électorat de Hesse, qu'il préside en 1832 en tant que vice-président et 1833-1838 en tant que président. Au cours de la révolution de juillet 1830, Schomburg présente à l'électeur une pétition des citoyens de la ville demandant une constitution pour l'électorat le 15 septembre 1830, au Residenzpalais sur la Friedrichsplatz à Cassel. En tant que membre de l'assemblée constituante des États, lui et Sylvester Jordan jouent un rôle-clé dans la rédaction de la constitution de 1831, l'une des plus progressistes de l'époque. Elle est entrée en vigueur le 5 janvier 1831.

### Autres mandats
Avec Karl Bernhardi, Georg Landau, Dietrich Christoph von Rommel, Jacob Grimm et Wilhelm Grimm, Schomburg est l'un des membres fondateurs de l'Association pour l'histoire et les études régionales de Hesse en 1834.
Schomburg est également membre de la direction du Hessischen Brandkasse.

## Honneurs
- Le 28 décembre 1834 Schomburg est fait citoyen d'honneur de la ville de Cassel.
- L'école Carl Schomburg de Cassel porte son nom.

## Sources
- Karl Schomburg: Briefwechsel und Nachlaß mit biographischen Andeutungen, hrsg. von Karl Bernhardi, Kassel 1845.
- Hellmut Seier, Ewald Grothe (Bearb.): Akten und Briefe aus den Anfängen der kurhessischen Verfassungszeit 1830–1837, hrsg. von Hellmut Seier (= Veröffentlichungen der Historischen Kommission für Hessen. Bd. 48,4 = Vorgeschichte und Geschichte des Parlamentarismus in Hessen, Bd. 8), Marburg 1992.